# São Carlos International Airport
São Carlos International Airport (portugisiska: Aeroporto Estadual Mário Pereira Lopes, Aeroporto Internacional de São Carlos) är en flygplats i Brasilien.   Den ligger i kommunen São Carlos och delstaten São Paulo, i den sydöstra delen av landet, 700 km söder om huvudstaden Brasília. São Carlos Airport ligger 806 meter över havet.
Terrängen runt São Carlos Airport är huvudsakligen platt, men åt nordost är den kuperad. São Carlos Airport ligger uppe på en höjd. Runt São Carlos Airport är det ganska glesbefolkat, med 25 invånare per kvadratkilometer.. Närmaste större samhälle är São Carlos, 15,7 km söder om São Carlos Airport.
Omgivningarna runt São Carlos Airport är en mosaik av jordbruksmark och naturlig växtlighet.